# ギョギョッとサカナ★スター
『ギョギョッとサカナ★スター』は、NHK Eテレで2022年4月8日から放送されている教養番組である。

## 概要
不思議な魚の生態などをさかなクンのイラストやCTスキャンの画像、実際に魚釣りや解説した魚を食するなどの体験を交えて、やさしくおもしろく深掘りする番組。
2021年8月10日と2022年1月2日（『ギョギョッとサカナ★スター 〜新春はサケで、おめでとうギョざいます〜』）に特番として放送され、2022年4月改編よりレギュラー化された。
また、2022年5月8日から2023年3月19日まで、再編集版の『超ギョギョッとサカナ★スター』がNHK総合にて放送された。
2022年9月23日（19時30分 - 20時43分）には、NHK総合で特番が放送された。

## 内容
一般的な構成は、まず海岸（あるいは河岸や湖岸）で今回取り上げる魚についてさかなクンが香音（番組内では「シャーク香音さん」と呼ばれ、サメの帽子を被っている）に簡単な説明を行った後、ふたりは漁船に便乗して、定置網を引くのを手伝ったり、釣りをしたりして目的の魚を手に入れようとする。
その後、海岸に戻って、実際に魚の身体を見たり触ったりしながらその魚の詳しい解説を行う。また、ホワイトボードにイラストを描いての説明もあり、その際に書き込んだ漢字にはいつもふりがなをふってくれる。
次に、さかなクンの愛車「ギョギョッと号（軽トラ）」で水族館に移動し（シャーク香音さんはルームミラー越しにウィンクする）、飼育員の解説を聞きながら、生きた魚の姿を見たり餌をやったりして更にその生態を理解していく。途中、「黒ずくめの男たち」から送られてきたＣＴスキャンの映像で体の内部構造（骨格など）も知ることができる。
なお、さかなクンはしばしば駄洒落を口にするが、そのたびに音楽と共にその駄洒落が再生される。
ふたりは再び「ギョギョッと号」に乗って料理店や鮮魚店に移動し、その回の魚を料理してもらって味わう。ふたりが調理を手伝うことも多い。
海岸に戻り、さかなクンが大きな布に描いた魚のイラストを披露して番組が終わる。

## 出演者

### MC
- さかなクン[5]（ハコフグ）
- 香音[5]（サメ）

### ナレーター
- 横田栄司[7]
- 藤原竜也（『超ギョギョッとサカナ★スター』2022年10月16日放送回 - 2024年9月20日放送回[8]、横田の体調不良に伴う代役）[7]

### ゲスト
- 森田釣竿（浦安市で三代続く鮮魚店の店主）[9]（マグロ）
- 木村佳乃[10]（ミノカサゴ）
- 合原明子（NHKアナウンサー）[11]（アカメバル）
- 甲本ヒロト[12]（カブトガニ）
- 堀内健[13]（海神ネプチューン）
- 野々村真（2025年7月4、11日出演。コバンザメ）

## スタッフ
- 監修 - 三宅裕志
- 撮影 - 小口修一
- 音声 - 佐藤大地
- 映像技術 - 鮫島要
- 映像デザイン 倉持叡子
- 編集 - 渡辺信行
- 音響効果 - 松本彩希
- 取材 - 中野雄飛
- ディレクター - 廣岡知人
- プロデューサー - 斉藤久剛
- 制作協力 - テレビマンユニオン
- 制作 - NHKエンタープライズ
- 制作統括 - 杉浦大悟、片山淳一
- 制作・著作 - NHK
- 主題歌 - ザ・クロマニヨンズ「イノチノマーチ」[5]

## 放送時間

### Eテレ
- ギョギョッとサカナ★スター
金曜日 19時25分 - 19時55分（再放送：土曜日 9時30分 - 10時[注釈 2]）
- ギョふんでサカナ★スター
水曜日 16時35分 - 16時40分（再放送：金曜日 6時50分 - 6時55分）[注釈 3]

### 総合
- 超ギョギョッとサカナ★スター
日曜日 18時5分 - 18時43分（2022年5月8日 - 2023年3月19日）
関西2府4県のみ2022年10月から『まいど!修繕屋です』（18時5分 - 18時35分）に差し替えているため、放送されなかった日があった[14]。

## 放送リスト
『ギョふんでサカナ★スター』の初放送日は、基本的に『ギョギョッとサカナ★スター』の初放送日の翌日である（例外は（）に記述）。2023年度以降の初放送日は、『ギョギョッとサカナ★スター』のもの。
| サブタイトル                                | 初放送日                                      | 初放送日                     |
| サブタイトル                                | ギョギョッと サカナ★スター                    | 超ギョギョッと サカナ★スター |
| ------------------------------------------- | --------------------------------------------- | ---------------------------- |
| イシガキフグ                                | 2022年4月8日                                  | 2022年5月15日                |
| エイ                                        | 2022年4月15日 （2022年3月14日）               | 2022年5月22日                |
| ワカサギ                                    | 2022年4月22日 （2022年3月19日）               | 2022年6月19日                |
| ハコフグ                                    | 2022年5月6日 （2022年3月14日）                | 2022年6月5日                 |
| タチウオ                                    | 2022年5月13日 （2022年3月14日）               | 2022年6月26日                |
| クニマス                                    | 2022年5月20日 （2022年3月16日）               | 2022年9月25日                |
| ウツボ                                      | 2022年6月3日                                  | 2022年5月8日                 |
| サバ                                        | 2022年6月10日 （2022年3月15日）               | 2022年7月24日                |
| アンコウ                                    | 2022年6月17日                                 | 2022年6月12日                |
| アイゴ                                      | 2022年7月1日                                  | 2022年12月4日                |
| ウグイ                                      | 2022年7月8日                                  | 2022年11月13日               |
| コブダイ                                    | 2022年7月15日                                 | 2022年5月29日                |
| 夏休み 磯の生き物さがし                     | 2022年7月22日                                 | 2022年7月17日                |
| スズキ                                      | 2022年8月5日                                  | 2022年12月11日               |
| ヒラメ                                      | 2022年8月12日                                 | 2022年7月10日                |
| ボラ                                        | 2022年8月19日                                 | 2022年7月3日                 |
| イワシ                                      | 2022年9月2日                                  |                              |
| マダイ                                      | 2022年9月9日                                  | 2023年1月8日                 |
| シロギス                                    | 2022年9月16日                                 |                              |
| メバル                                      | 2022年9月30日                                 | 2022年9月11日                |
| イワナ                                      | 2022年10月7日                                 |                              |
| マダコ                                      | 2022年10月14日                                | 2022年8月28日                |
| アオリイカ                                  | 2022年10月21日                                | 2022年9月4日                 |
| クラゲ                                      | 2022年11月4日                                 | 2022年10月16日               |
| タツノオトシゴ                              | 2022年11月11日                                | 2022年10月23日               |
| サケ                                        | 2022年11月18日                                |                              |
| アカハタ                                    | 2022年12月2日                                 | 2022年11月20日               |
| 徹底比較! マアナゴとヌタウナギ（前編）      | 2022年12月9日                                 | 2022年10月30日               |
| 徹底比較! マアナゴとヌタウナギ（後編）      | 2022年12月16日                                | 2022年11月6日                |
| ウマヅラハギ                                | 2022年12月23日                                | 2023年3月12日                |
| 日本人が大好き マグロの謎                   | 2023年1月5日 （放送なし）                     |                              |
| ハゼ                                        | 2023年1月6日                                  | 2022年12月18日               |
| イシダイ                                    | 2023年1月13日                                 | 2022年11月27日               |
| ホウボウ                                    | 2023年1月20日                                 | 2023年1月15日                |
| ヤガラ                                      | 2023年2月10日                                 | 2023年1月22日                |
| ゴンズイ                                    | 2023年2月3日                                  | 2023年1月29日                |
| シログチ                                    | 2023年2月17日                                 | 2023年2月5日                 |
| ブリ                                        | 2023年3月3日                                  | 2023年2月12日                |
| マトウダイ                                  | 2023年3月10日                                 | 2023年2月19日                |
| 知られざる絶品魚介                          | 2023年3月17日 （2023年3月18日 2023年3月25日） | 2023年2月26日                |
| さかなクン×甲本ヒロト ～魚の魅力 虫の魅力～ | 2023年3月24日 （放送なし）                    | 2023年3月5日                 |

| サブタイトル                                 | 初放送日       | 協力水族館                           |
| -------------------------------------------- | -------------- | ------------------------------------ |
| マアジ                                       | 2023年4月7日   | ー                                   |
| キンメダイ                                   | 2023年4月14日  | アクアワールド・大洗                 |
| タカアシガニ                                 | 2023年4月21日  | 沼津港深海水族館                     |
| 金魚                                         | 2023年5月5日   | パウパウアクアガーデン               |
| カレイ                                       | 2023年5月12日  | アクアワールド・大洗                 |
| ブダイ                                       | 2023年5月19日  |                                      |
| チゴダラ                                     | 2023年6月2日   |                                      |
| クロダイ                                     | 2023年6月9日   |                                      |
| オニオコゼ                                   | 2023年6月16日  |                                      |
| ギンブナ                                     | 2023年6月23日  |                                      |
| ヒイラギ                                     | 2023年7月7日   |                                      |
| マゴチ                                       | 2023年7月14日  |                                      |
| ドジョウ                                     | 2023年7月21日  | さいたま水族館                       |
| メダカ                                       | 2023年8月4日   | 埼玉県水産流通センター               |
| イセエビ                                     | 2023年8月11日  | ”渚の駅”たてやま 海辺の広場          |
| オオカミウオ                                 | 2023年8月16日  |                                      |
| 夏休みスペシャル さかなクン特別授業          | 2023年8月18日  |                                      |
| アブラボウズ                                 | 2023年8月22日  |                                      |
| ウナギ                                       | 2023年9月1日   | 水産技術研究所                       |
| ウミタナゴ                                   | 2023年9月8日   | 横浜・八景島シーパラダイス           |
| シイラ                                       | 2023年9月15日  | 名古屋港水族館                       |
| クサフグ                                     | 2023年9月22日  | 中央水族館                           |
| ホヤ                                         | 2023年10月6日  | 仙台うみの杜水族館                   |
| コロダイ                                     | 2023年10月13日 | 名古屋港水族館                       |
| テナガエビ                                   | 2023年10月20日 | 井の頭自然文化園                     |
| カゴカキダイ                                 | 2023年11月10日 | 鳥羽水族館                           |
| アイナメ                                     | 2023年11月17日 | 仙台うみの杜水族館                   |
| タナゴ                                       | 2023年12月1日  |                                      |
| ナマズ                                       | 2023年12月8日  |                                      |
| シマアジ                                     | 2023年12月15日 |                                      |
| アコヤガイ                                   | 2023年12月22日 |                                      |
| みんな大好き！沖縄サメスペシャル             | 2023年12月27日 | 沖縄美ら海水族館                     |
| マグロ                                       | 2024年1月5日   |                                      |
| サンマ                                       | 2024年1月12日  | アクアマリンふくしま                 |
| アカアマダイ                                 | 2024年1月19日  | 横浜・八景島シーパラダイス           |
| コイ                                         | 2024年2月2日   | さいたま水族館                       |
| クロホシイシモチ                             | 2024年2月9日   |                                      |
| キチジ                                       | 2024年2月16日  | アクアマリンふくしま                 |
| タカノハダイ                                 | 2024年3月1日   |                                      |
| メダイ                                       | 2024年3月8日   |                                      |
| イズカサゴ                                   | 2024年3月15日  | 横浜・八景島シーパラダイス           |
| メジナ                                       | 2024年3月22日  |                                      |
| ヤリイカ                                     | 2024年3月30日  |                                      |
| ダンゴウオ                                   | 2024年4月5日   |                                      |
| クエ                                         | 2024年4月12日  |                                      |
| 水族館へLet'sギョ―！さかなクン特別授業       | 2024年4月19日  | 横浜・八景島シーパラダイス           |
| 挑戦！釣り＆はく製づくり                     | 2024年5月4日   |                                      |
| 特別授業IN名古屋                             | 2024年5月10日  |                                      |
| ギマ                                         | 2024年5月17日  |                                      |
| ウニ                                         | 2024年5月24日  |                                      |
| ナマコ                                       | 2024年6月7日   | 西海国立公園 九十九島水族館 海きらら |
| ニザダイ                                     | 2024年6月14日  | “渚の駅”たてやま 海辺の広場          |
| 妖怪×魚 不思議な関係                         | 2024年6月21日  |                                      |
| シャコ                                       | 2024年7月5日   | 名古屋港水族館                       |
| イカナゴ                                     | 2024年7月12日  | 玉野市立玉野海洋博物館               |
| セトダイ                                     | 2024年7月19日  | 玉野市立玉野海洋博物館               |
| イトウ                                       | 2024年8月13日  | 北の大地の水族館                     |
| タナカゲンゲ                                 | 2024年8月16日  | 鳥取県立境港水産物地方卸売市場       |
| ヒメジ                                       | 2024年8月23日  | 名古屋港水族館                       |
| オオカミウオ                                 | 2024年9月6日   |                                      |
| アカザエビ                                   | 2024年9月13日  | 沼津港深海水族館                     |
| アカグツ/ミドリフサアンコウ                  | 2024年9月20日  | 沼津港深海水族館                     |
| シュモクザメ                                 | 2024年10月4日  | 葛西臨海水族園                       |
| イタチザメ/ジンベエザメ                      | 2024年10月11日 | 沖縄美ら海水族館                     |
| イサキ                                       | 2024年10月18日 | “渚の駅”たてやま 海辺の広場          |
| コノシロ                                     | 2024年11月1日  | 葛西臨海水族園                       |
| イラ                                         | 2024年11月8日  | “渚の駅”たてやま 海辺の広場          |
| ハモ                                         | 2024年11月15日 | 町なか水族館ギョギョタウン           |
| ハス                                         | 2024年11月22日 | 琵琶湖博物館                         |
| 絶品魚介スぺシャル 南国編                    | 2024年12月6日  | 沖縄美ら海水族館                     |
| ビワマス                                     | 2024年12月13日 | 琵琶湖博物館                         |
| ケムシカジカ                                 | 2024年12月20日 | アクアマリンふくしま                 |
| サケの仲間たち                               | 2025年1月3日   | 栃木県なかがわ水遊園                 |
| エビスダイ                                   | 2025年1月10日  | アクアワールド・大洗                 |
| マダラ                                       | 2025年1月13日  | マリンピア日本海・のとじま水族館     |
| カツオ                                       | 2025年1月17日  | アクアマリンふくしま                 |
| 特別授業 IN石巻                              | 2025年1月24日  |                                      |
| ちりめんじゃこモンスター（ カタクチイワシ ） | 2025年2月7日   | アクアワールド・大洗                 |
| アユ                                         | 2025年2月14日  | 栃木県なかがわ水遊園                 |
| ホッケ                                       | 2025年2月21日  | アクアワールド・大洗                 |
| ガザミ（ワタリガニ）                         | 2025年3月7日   | 仙台うみの杜水族館                   |
| クサウオ                                     | 2025年3月14日  | 仙台うみの杜水族館                   |
| ベニズワイガニ                               | 2025年3月21日  | 鳥取県立境港水産物地方卸売市場       |
| ミノカサゴ                                   | 2025年4月4日   | 葛西臨海水族園                       |
| イトヒキアジ                                 | 2025年4月11日  | 仙台うみの杜水族館                   |
| イボダイ                                     | 2025年4月18日  | 葛西臨海水族園                       |
| ホタルイカ                                   | 2025年5月2日   | 魚津水族館                           |
| チカメキントキ                               | 2025年5月9日   | 仙台うみの杜水族館                   |
| ホンモロコ                                   | 2025年5月16日  | 琵琶湖博物館、滋賀県水産試験場       |
| マツカサウオ                                 | 2025年5月23日  | 魚津水族館                           |
| 特別授業 IN 愛媛県松野町                     | 2025年6月6日   |                                      |
| ワタカ                                       | 2025年6月13日  | 琵琶湖博物館                         |
| オイカワ                                     | 2025年6月20日  | 虹の森公園 おさかな館                |
| 潮干狩りスペシャル アサリ                    | 2025年7月4日   |                                      |
| チンアナゴ                                   | 2025年7月11日  | すみだ水族館                         |
| ヨシノボリ                                   | 2025年7月18日  | 虹の森公園 おさかな館                |
| ヤドカリ の仲間たち                          | 2025年8月1日   | 横浜・八景島シーパラダイス           |
| ムツ                                         | 2025年8月9日   |                                      |

## 関連書籍
- さかなクン『さかなクンのギョギョッとサカナ★スター図鑑』講談社〈講談社 MOOK〉、2022年9月28日発売[16]、ISBN 978-4-06-529263-1